# After Many Years (pel·lícula de 1908)
After Many Years és una pel·lícula muda de la Biograph dirigida per D. W. Griffith i protagonitzada per Harry Solter, Charles Inslee i Florence Lawrence. La pel·lícula, adaptació del poema "Enoch Arden" d'Alfred Tennyson, es va estrenar el 3 de novembre de 1908.

## Argument
John Davis, contramestre del bergantí 'Gifford', marxa amb el seu vaixell després d'acomiadar-se de la seva dona i la seva filla. Atrapat en una terrible tempesta a l'Oceà Pacífic, el vaixell naufraga i dies més tard els diaris expliquen que tota la tripulació s'ha ofegat. Tot i que les proves la dona no pot creure que el seu marit ha marxat per sempre, alguna cosa en el seu cor diu que ell encara viu. En realitat és així, Davis és un nàufrag llençat a una illa deserta on hi passa set anys tot sol. De tant en tant una vela llunyana apareix a la seva vista però és massa lluny perquè el vegin. El seu únic consol és la imatge de la seva dona en un medalló. Mentrestant ella ha rebutjat repetidament la petició de mà de Tom Foster, un bon home que es preocuparia d'ella i del seu petit. Al final John és rescatat per un vaixell. De tornada a casa sense previ avís descobreix astorat la seva dona i Foster passejant pel jardí acompanyats del nen i conclou que ha estat oblidat i que el seu lloc l'ha ocupat l'altre. Al principi es vol venjar i és a punt de llençar-se sobre Foster però en creure que la seva esposa ara és feliç decideix de marxar per sempre. La parella entren a la casa deixant al petit jugant a la gespa i ell no pot resistir-se a deixar el nen al seu cor. La nena li explica la veritat i quan la mare surt de casa ells es tornen a unir per no separar-se mai.

## Repartiment
- Charles Inslee (John Davis)
- Florence Lawrence (senyora Davis)
- Harry Solter (Tom Foster)
- Gladys Egan (la filla dels Davis)
- Linda Arvidson
- Edward Dillon
- George Gebhardt (mariner)
- Arthur V. Johnson (membre de l'expedició de rescat)
- Herbert Prior
- Mack Sennett (mariner /membre de l'expedició de rescat)

## Importància en la filmografia de Griffith
Una escena de la pel·lícula, en la que l'esposa, a casa recorda el seu marit desaparegut i s'alterna la imatge dels dos a la pantalla és el primer cas en què el director utilitza el muntatge d'accions paral·leles per donar ritme o dramatisme a la historia. En ser preguntat si no li feia por que el públic no entengués l'acció, Griffith contestà “No és així com escriu Dickens?”.